# Monument în memoria consătenilor căzuți în 1914-1918 (Ghetlova)
Monumentul în memoria consătenilor căzuți în 1914-1918 este un monument amplasat în Ghetlova, raionul Orhei, Republica Moldova. Este un monument istoric de importanță națională inclus în Registrul monumentelor Republicii Moldova ocrotite de stat cu nr. 1118 (raionul Orhei).